# Richard Hawley
Richard Hawley (Sheffield, 17 januari 1967) is een Britse zanger en gitarist. Hij speelde onder meer in de bands Longpigs en Pulp, als gitarist. Als solo-artiest zingt hij en speelt hij gitaar en heeft hij tot op heden tien studioalbums uitgebracht.

## Carrière
Alhoewel hij in eigen land nooit echt heeft door weten te breken, heeft hij in Europa een kleine schare trouwe fans. Hij maakt af en toe kleine tournees buiten de eigen landsgrenzen. Hawleys stemgeluid wordt vaak vergeleken met dat van Frank Sinatra en Roy Orbison, al is de muziek van Hawley melancholischer.
Hawley verwierf voornamelijk bekendheid met zijn nummers Coles Corner, Oh My Love en Open Up Your Door.
Hawley verzorgde de zang bij het nummer Bad Woman van de Arctic Monkeys, dat op de single Teddy Picker van de groep kwam te staan. Daarnaast zong hij You & I in, de B-kant van Black Treacle, alweer van Arctic Monkeys, die overigens net als Hawley uit Sheffield afkomstig zijn. Ook is Hawley te horen als zanger-gitarist op het alom geprezen album The Seldom Seen Kid van de Britse band Elbow met het nummer The Fix. Met de Welshe band Manic Street Preachers nam Hawley het nummer Rewind the Film op. Dit nummer prijkt op het gelijknamige album van de band, dat op 16 september 2013 verscheen.
Hawleys single Tonight the Streets Are Ours werd gekozen als soundtrack voor Banksys pseudodocumentaire Exit through the Gift Shop.

## Discografie

### Albums
| Album met hitnotering(en) in de Vlaamse Ultratop 200 albums | Datum van verschijnen | Datum van binnenkomst | Hoogste positie | Aantal weken | Opmerkingen |
| ----------------------------------------------------------- | --------------------- | --------------------- | --------------- | ------------ | ----------- |
| Richard Hawley                                              | 23-04-2001            | -                     |                 |              |             |
| Late night final                                            | 15-10-2001            | -                     |                 |              |             |
| Lowedges                                                    | 10-02-2003            | -                     |                 |              |             |
| Coles corner                                                | 05-09-2005            | -                     |                 |              |             |
| Richard Hawley: Extended edition                            | 21-05-2007            | -                     |                 |              |             |
| Lady's bridge                                               | 17-08-2007            | -                     |                 |              |             |
| Live at the Devil's Arse                                    | 26-01-2009            | -                     |                 |              | Livealbum   |
| Truelove's gutter                                           | 18-09-2009            | 10-10-2009            | 46              | 14           |             |
| Standing at the sky's edge                                  | 04-05-2012            | 12-05-2012            | 13              | 6*           |             |
| Hollow Meadows                                              | 11-09-2015            | -                     |                 |              |             |
| Further                                                     | 31-05-2019            | 08-06-2019            |                 |              |             |
| In This City They Call You Love                             | 31-05-2024            |                       |                 |              |             |
| Coles Corner                                                | 2025                  | 10-08-2025            | 36              | 1*           |             |

### Singles
| Single met hitnotering(en) in de Vlaamse Ultratop 50 | Datum van verschijnen | Datum van binnenkomst | Hoogste positie | Aantal weken | Opmerkingen |
| ---------------------------------------------------- | --------------------- | --------------------- | --------------- | ------------ | ----------- |
| Leave your body behind you                           | 02-04-2012            | 21-04-2012            | tip54           | -            |             |
| Seek it                                              | 21-05-2012            | 26-05-2012            | tip67*          |              |             |

## Trivia
- Ieder album heeft een link met Sheffield. Dit kan zowel een plaats zijn – Coles Corner, Lady's Bridge – als een begrip: Late Night Final. Alleen zijn laatste album, Further, heeft die link niet.